# Ruth Terry
Pour les articles homonymes, voir Terry.
Ruth Terry (née Ruth Mae McMahon le 21 octobre 1920 au Michigan, morte le 11 mars 2016 en Californie), est une chanteuse et actrice américaine, dont la carrière s'est déroulée au cinéma et à la télévision entre les années 1930 et 1960.

## Filmographie

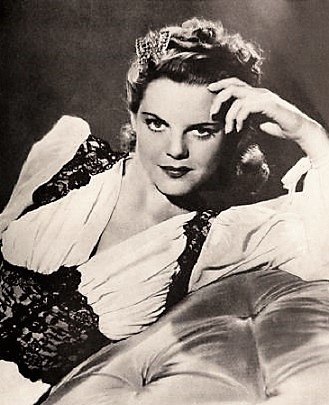
Ruth Terry en 1942

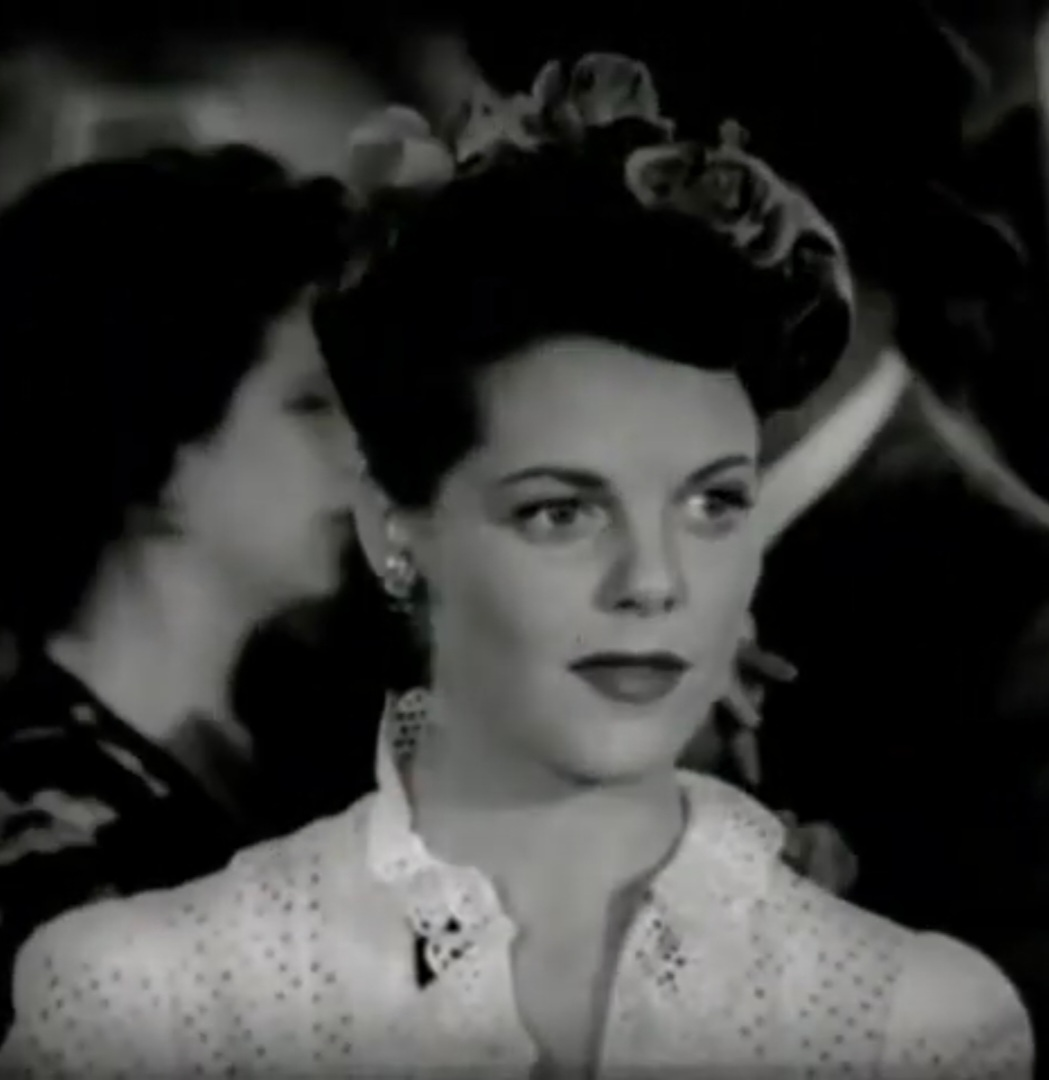
Dans Hands Across the Border (1944)

- 1937 : Love and Hisses : Hawaiian Specialty Singer
- 1938 : International Settlement Vera Dale
- 1938 : Alexander's Ragtime Band  : Ruby  (20th Century Fox)
- 1938 : Hold That Co-ed  : Edie
- 1939 : Wife, Husband and Friend  : Carol
- 1939 : The Hound of the Baskervilles  : Betsy Ann
- 1939 : Hotel for Women  : Craig's Receptionist
- 1939 : Le Poignard mystérieux (Slightly Honorable)  : Ann Seymour  (United Artists)
- 1940 : An Angel from Texas  : Valerie Blayne
- 1940 : Sing, Dance, Plenty Hot : Irene
- 1941 : Blondie Goes Latin  : Lovey Nelson, the Singer  (Columbia)
- 1941 : Rookies on Parade  : Lois Rogers
- 1941 : Appointment for Love  : Edith Meredith
- 1942 : Sleepytime Gal  : Sugar Caston  (Republic)
- 1942 : The Affairs of Jimmy Valentine  : Bonnie Forbes  (Republic)
- 1942 : Call of the Canyon  : Katherine 'Kit' Carson  (Republic)
- 1942 : Youth on Parade  : Patty Flynn / Betty Reilly  (Republic)
- 1942 : Heart of the Golden West  : Mary Lou Popen  (Republic)
- 1943 : The Man from Music Mountain  : Laramie Winters  (Republic)
- 1943 : Mystery Broadcast  : Jan Cornell  : Republic
- 1943 : Pistol Packin' Mama  : Vicki Norris / Sally Benson  (Republic)
- 1944 : Hands Across the Border (en) de Joseph Kane  : Kim Adams  (Republic)
- 1944 : Jamboree  : Ruth Cartwright
- 1944 : Goodnight, Sweetheart  : Caryl Martin
- 1944 : Three Little Sisters  : Hallie Scott
- 1944 : Sing, Neighbor, Sing  : Virginia Blake
- 1944 : My Buddy  : Lola
- 1944 : Lake Placid Serenade  : Susan Cermak
- 1945 : Steppin' in Society  : Lola Forrest
- 1945 : The Cheaters  : Therese Pidgeon
- 1945 : Tell It to a Star  : Carol Lambert  (Republic)
- 1947 : Smoky River Serenade  : Sue Greeley  (Columbia)
- 1962 : Hand of Death  : Woman with Packages
- 1964 : The New Interns  : Carolyn's Mother